# Министерство здравоохранения Уганды
Министерство здравоохранения Уганды (англ. Ministry of Health of Uganda) является правительственным министерством Уганды на уровне кабинета министров, отвечает за планирование, предоставление и поддержание эффективной и действенной системы здравоохранения, включая профилактические, лечебные и реабилитационные услуги, гуманным, доступным и устойчивым образом. Министерство здравоохранения возглавляет министр здравоохранения Джейн Асенг.

## Расположение
Штаб-квартира министерства расположена по адресу 6 Lourdel Road, в районе Вандегея, Центральный округ Кампалы, в Кампале, столице и крупнейшем городе Уганды, примерно в 2.5 километров к северу от делового района города. Координаты здания: 0°19’59,0"N, 32°34’39,0"E (широта: 0,333044; долгота: 32,577486).

## Список министров
- Джейн Асенг (6 июня 2016 г. — настоящее время)[5],
  - С 6 июня 2016 года пост государственного министра первичной медико-санитарной помощи в Кабинете министров Уганды занимает Джойс Морику.
- Элиода Тумвесигье (1 марта 2015 г. — 6 июня 2016 г.)[6]
- вакантно (18 сентября 2014 г. — 1 марта 2015 г.)
- Рухакана Ругунда (23 мая 2013 г. — 18 сентября 2014 г.)[7][8]
- Кристин Ондоа (27 мая 2011 г. — 23 мая 2013 г.)[9]
- Стивен Маллинга (1 июня 2006 г. — 27 мая 2011 г.)[10]
- Джим Мувези (2001 г. — 1 июня 2006 г.)[11]

- Генри Кьемба, 1970-е.